# Tar (géorgien)

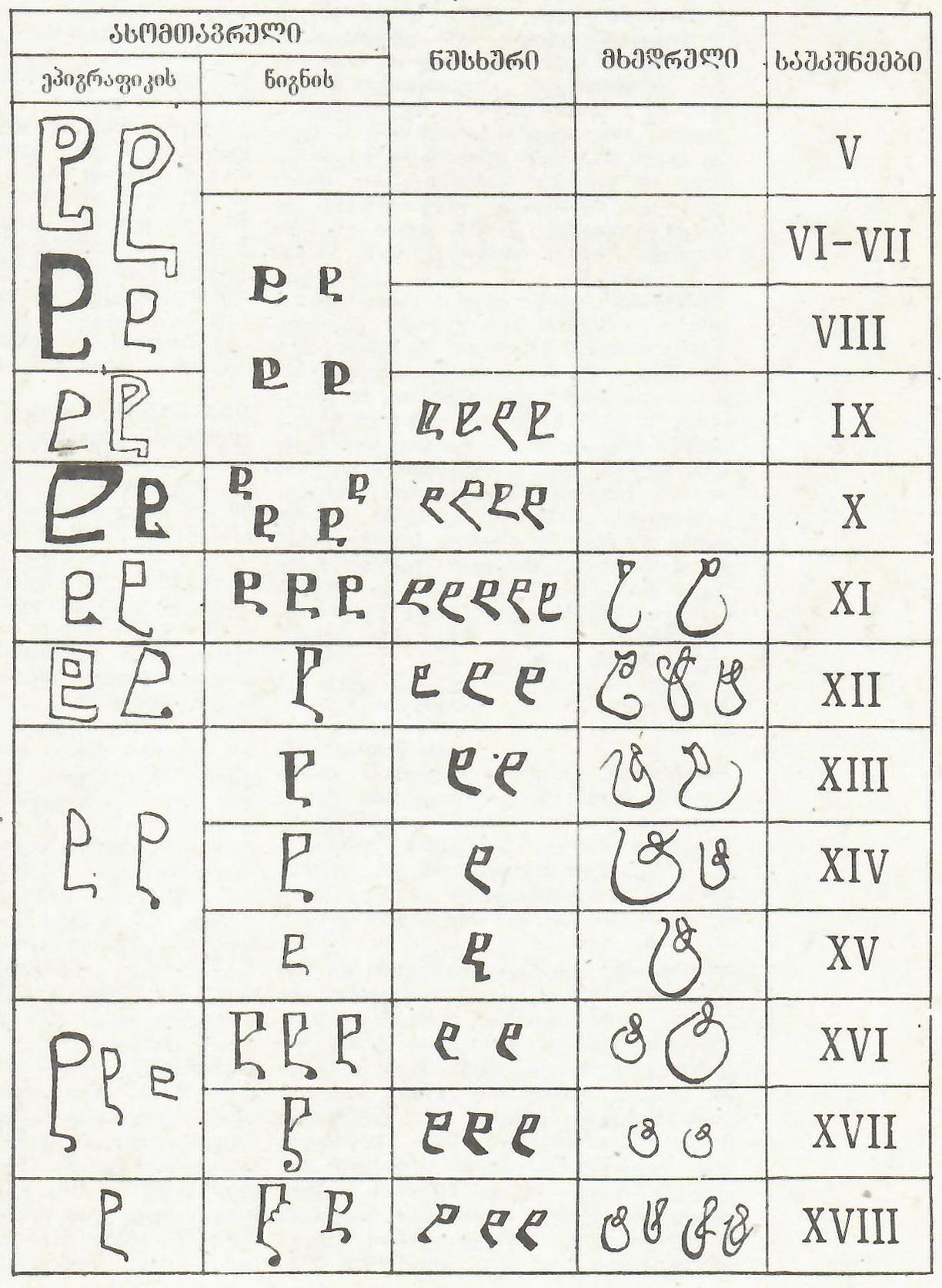

Cette page contient des caractères spéciaux ou non latins. S’ils s’affichent mal (▯, ?, etc.), consultez la page d’aide Unicode.
Pour les articles homonymes, voir Tar.
Tar (en géorgien ტარ [tʼar]) est la 19e lettre de l'alphabet géorgien.

## Linguistique
Tar est utilisé pour représenter le son [tʼ].
Dans la norme ISO 9984, la lettre est translittérée par ‹ t ›. Le système national de romanisation du géorgien, quant à lui, utilise ‹ t’ ›.

## Représentation informatique
- Unicode[1],[2] :
  - Asomtavruli Ⴒ : U+10B2
  - Nuskhuri ⴒ : U+2D12
  - Mkhedruli ტ : U+10E2